# 振安区
振安区（しんあん-く）は中華人民共和国遼寧省丹東市に位置する市轄区。

## 行政区画
4街道弁事処、5鎮を管轄する。
- 街道弁事所：鴨緑江街道、金砿街道、珍珠街道、太平湾街道
- 鎮：同興鎮、五龍背鎮、楼房鎮、九連城鎮、湯山城鎮

太平湾街道は、寛甸満族自治県の中にある振安区の飛び地となっている。

## 観光
- 五龍背温泉（五龍背鎮）

## 交通

### 鉄道
- 中国国家鉄路集団
  - 瀋丹旅客専用線

（瀋陽方面）- 五竜背東駅 -（丹東方面）
  - 瀋丹線

（瀋陽方面）- 湯山城駅 - 五竜背駅 -（丹東方面）

### 道路
- 高速道路
  - 鶴大高速道路
  - 丹阜高速道路
- 国道
  - G201国道
  - G304国道